# مرکوری ایت
مرکوری ایت (انگلیسی: Mercury Eight) Mercury Eight یک خودروی فول سایز بود که توسط بخش مرکوری شرکت فورد موتور از سال ۱۹۳۹ تا ۱۹۵۱ تولید شد. این خودرو برای اولین بار به عنوان یک گزینه برتر بین برندهای فورد و لینکلن معرفی شد.
زیر کاپوت، مرکوری هشت از یک موتور V8 سر تخت بهره می‌برد که تا ۱۲۵ اسب بخار قدرت تولید می‌کرد و آن را به یکی از سریع‌ترین خودروهای زمان خود تبدیل می‌کرد. این موتور با یک گیربکس سه سرعته دستی یا یک گیربکس چهار سرعته اتوماتیک اختیاری جفت می‌شد.
Mercury Eight در طول دوره تولید خود دستخوش تغییرات و ارتقاهای ظاهری متعددی شد. در طول جنگ جهانی دوم، تولید خودرو متوقف شد زیرا صنعت خودرو تمرکز خود را به تلاش‌های جنگی معطوف کرد. پس از جنگ، تولید با بهبودهای مهندسی و طراحی به روز از سر گرفته شد.
مرکوری ایت در میان مصرف‌کنندگان محبوب بود و نقش مهمی در رشد و موفقیت برند مرکوری داشت. امروزه این خودرو یک خودروی کلاسیک محسوب می‌شود و به دلیل تاریخچه و استایل منحصر به فردش مورد توجه کلکسیونرها قرار گرفته‌است.